# Kaliumamid
Kaliumamid ist eine chemische Verbindung aus der Stoffgruppe der Metallamide.

## Gewinnung und Darstellung
Kaliumamid kann durch Reaktion von Kalium mit Ammoniak gewonnen werden.
{\displaystyle \mathrm {2\ K+2\ NH_{3}{\xrightarrow {65-105^{o}C}}2\ KNH_{2}+\ H_{2}} }
Es wurde zuerst 1808 von Joseph Louis Gay-Lussac und Louis Jacques Thénard dargestellt.

## Eigenschaften
Kaliumamid ist ein weißes bis graues hygroskopisches Pulver mit Geruch nach Ammoniak, das mit Wasser reagiert. Es besitzt eine monokline Kristallstruktur mit der Raumgruppe P21/m (Raumgruppen-Nr. 11). Es zersetzt sich an feuchter Luft, wobei sich Ammoniak und Kaliumhydroxid bilden.

## Verwendung
Kaliumamid wird in der organischen Chemie (z. B. für nukleophile Substitutionen und Polymerisationen) verwendet.